# 津野田成美
津野田成美（日语：／ Tsunoda Narumi，1962年3月14日—），日本女性配音員。出身於東京都。本名：角田 成美（日文讀音相同）。Honey Rush所屬。B型血。

## 來歷
畢業於專門學校東京廣播學院、Theatre Echo附屬養成所。
她之前曾隸屬於ARTSVISION、Mausu Promotion（直到2007年6月）。

## 人物
音域：F—D。
《蠟筆小新》裡的賣間久里代得到了原作者臼井儀人的高度評價，他說「我從來沒有想過會有如此完美的人」，儘管她只是一個很少出現的客串角色，但她仍然繼續扮演這個角色。她說他和臼井儀人也曾一起出去打網球，這是他們永遠不會忘記的回憶。

## 演出
粗體字表示主要角色。

### 電視動畫
1990年
- 至尊勇者（1990年—1991年，街頭女性、大嬸、哨兵、伽瑪松隊長）

1991年
- 美食小專家（日语：OH!MYコンブ）（試食花子）
- 鴉天狗卡布都（三太）
- 電腦小奇俠（日语：ゲンジ通信あげだま）（學生、主婦B、男A）

1993年
- 蠟筆小新（1993年—，賣間久里代[8]、女店員、發福大姐姐 等）
- GS美神（老婆婆）
- 可愛巧虎島（加梅爾、咚咚、茲琳）
- 麵包超人（噴霧小弟、毛球人、食鹽小子）

1996年
- 美少女戰士Sailor Stars（大氣光[9]／水手星光製造者）

1997年
- 幸運騎士L（日语：フォーチュン・クエストL）（琳）

1998年
- 超魔神英雄傳（河馬媳婦）
- 神化嬌嬌女 (新版)（梅璐萌阿姨、三郎）
- 失落的宇宙（空服員B）

1999年
- 極道君漫遊記（日语：ゴクドーくん漫遊記）（乙姬、加魯達）
- 進化戰記（護理人員）

2000年
- 法布爾先生是名偵探（日语：ファーブル先生は名探偵）（潔西卡）

2003年
- 星球流浪記（男學生）

2009年
- 遊魂 -Kiss on my Deity-（多嘉山敏江）

2021年
- 名偵探柯南（卷鈴江）

### 電影動畫
2024年
- 蠟筆小新：我們的恐龍日記（賣間久里代）

### OVA
- 暗黑神傳承 武神（日语：暗黒神伝承 武神）（1990年，美智子）
- 純愛手札（1999年，伊集院麗）
- 歡迎來到Pia Carrot!!2 DX（1999年，雙葉涼子）
- 娜考露露 ～來自某人的恩賜～ 郷里之畏友篇（2002年，希巴巴）

### 遊戲
1994年
- 純愛手札（伊集院麗、虹野沙希的母親）

1995年
- 純愛手札 ～永遠屬於你～（伊集院麗）

1996年
- 歡迎來到Pia Carrot!! 2.5（雙葉涼子）
- 美少女戰士Sailor Stars 輕飄飄的恐慌2（日语：美少女戦士セーラームーン (ゲーム)）（大氣光／水手星光製造者）

1997年
- 私立正義學園 LEGION OF HEROES（鮎原夏[10]）
- 純愛手札 廣播劇系列 vol.1 虹色青春（伊集院麗、虹野沙希的母親、Boutique店長）

1998年
- 宙斯 屠殺之心 2nd（日语：カルネージハート#ゼウス カルネージハートセカンド）（貝琪娜·考尼茲）
- 純愛手札 Drama Series vol.2 彩之戀曲（伊集院麗）
- 私立正義學園 熱血青春日記2（鮎原夏）

1999年
- 純愛手札 廣播劇系列 vol.2 啟程之詩（伊集院麗）

2000年
- 超級機器人大戰α／for DC（2000年—2001年，茉爾克·拉普拉米茲）2作品
- 燃燒吧！正義學園（鮎原夏）

2006年
- Final Fantasy XII（維納斯）

2009年
- 遊魂 -Kiss on my Deity-（多嘉山敏江）[注 1]

2011年
- 蠟筆小新：宇宙功夫!? 友情的笨蛋空手道!!（日语：クレヨンしんちゃん 宇宙DEアチョー!? 友情のおバカラテ!!）
- 海島大亨4（女總統、布倫希爾德）

### 廣播劇CD
- 純愛手札 廣播劇系列（伊集院麗）
  - 純愛手札 虹色青春 forever Vol.3
  - 純愛手札 彩之戀曲 with you vol.1—5
  - 純愛手札 啟程之詩 so long 藤崎詩織1、2

### 外語配音

#### 電影
- 豆豆秀（凱文·蘭利〈安德魯·勞倫斯（英语：Andrew Lawrence (actor)））※富士電視台版。
- 飛進未來（辛西婭·本森〈金柏莉·M·戴維斯〉、喬伊）※東京電視台版。
- 終極警探3（簡〈莎朗·華盛頓〉）※富士電視台版。
- 艾德·伍德
- 大火燒山（英语：Fire! (1977 film)）（波比）
- 最後魔鬼英雄（英语：Last Action Hero）（市長〈蒂娜·特納〉）※富士電視台版[注 2]。
- 末日驚魂（布拉德）
- 無底洞（麗莎·“一夜”·史坦丁〈金佰利·斯科特（英语：Kimberly Scott）〉）※富士電視台版。
- 新木偶奇遇記（英语：The Adventures of Pinocchio (1996 film)）（蘭普威克〈科里·卡里爾（英语：Corey Carrier）〉）※影碟版。
- 終極保鏢（弗萊徹·馬龍〈迪范·尼克森（英语：DeVaughn Nixon）〉）※富士電視台版。
- 終極證人（拉伊夫）
- 大法師3（湯瑪斯）※富士電視台版。

#### 電視影集
- 平等正義（英语：Equal Justice (TV series)）（黛葳夫人）
- 高發事件（英语：High Incident）
- 尼基塔 (第2季)（珍娜）※朝日放送版[注 3]。
- 警戒圍欄（英语：Picket Fences）（馬修·布洛克〈賈斯汀·申卡羅（英语：Justin Shenkarow）〉
- 七日（英语：Seven Days (TV series)）（少年時期的法蘭克·帕克〈東尼·丹曼（英语：Tony Denman）〉）

### 特攝影集
- 鐵甲小寶（1997年，AP717的聲音）
- B-Robo Kabutack 聖誕夜大決戰!!（1997年，AP717）
- 星獸戰隊銀河人（1998年，美多美多的聲音）

## 音樂作品

### 角色歌曲
| 發行日期 | 商品名稱                           | 名義                                           | 曲名                   | 備註                                       |
| 1996年   | 1996年                             | 1996年                                         | 1996年                 | 1996年                                     |
| -------- | ---------------------------------- | ---------------------------------------------- | ---------------------- | ------------------------------------------ |
| 7月20日  | 致流星                             | 星光三劍俠                                     | 「」 「」              | 電視動畫《美少女戰士Sailor Stars》插入歌   |
| 10月19日 | 凝聚的力量                         | 大氣光（津野田成美）                           | 「」                   | 電視動畫《美少女戰士Sailor Stars》相關歌曲 |
| 1998年   |                                    |                                                |                        |                                            |
| 3月27日  | 純愛手札 歌唱精選輯6 ～FINAL～     | 伊集院麗（津野田成美）、古式由加利（黑崎彩子） | 「Double Bubble 時代」 | 遊戲《純愛手札》相關歌曲                   |
| 1999年   |                                    |                                                |                        |                                            |
| 12月23日 | 純愛手札 歌唱精選輯 ENCORE SPECIAL | 伊集院麗（津野田成美）                         | 「」                   | 遊戲《純愛手札》相關歌曲                   |

## 腳註

## 外部連結
- 津野田成美｜Honey Rush （日語）